# Dendrobium babiense
Dendrobium babiense är en orkidéart som beskrevs av Johannes Jacobus Smith. Dendrobium babiense ingår i släktet Dendrobium, och familjen orkidéer. Inga underarter finns listade i Catalogue of Life.